# László Ranódy
László Ranódy (Sombor, avui Sèrbia, 14 de setembre de 1919 - Budapest, 14 d'octubre de 1983) va ser un director de cinema hongarès. Va dirigir 18 pel·lícules entre 1950 i 1980. La seva pel·lícula Szakadék va guanyar el gran premi del Festival Internacional de Cinema de Karlovy Vary de 1956. La seva pel·lícula Pacsirta fou seleccionada al 17è Festival Internacional de Cinema de Canes, i en la que l'actor Antal Páger va guanyar el Premi a la interpretació masculina.

## Filmografia
- 1950: Lúdas Matyi, en col·laboració amb Kálman Nádasdy
- 1953: Föltámadott a tenger, en col·laboració amb K. Nádasdy
- 1955: Hintónjáró szerelem
- 1956: Szakadék segons una obra de József Darvas
- 1958: A tettes ismeretlen
- 1959: Akiket a pacsirta elkísér
- 1960: Légy jó mindhalálig, segons el conte de Zsigmond Móricz
- 1964: Pacsirta, segons el conte de Dezsö Kosztolányi
- 1966: Aranysárkány segons el conte de D. Kosztolányi
- 1968: Bajai mozaik
- 1973: Hatholdas rózsakert
- 1976: Árvácska segons una obra de Zsigmond Móricz
- 1980: Színes tintákról álmorodom